# Leptophion anici
Leptophion anici là một loài tò vò trong họ Ichneumonidae.